# Andrea Cassarà
Andrea Cassarà, född den 3 januari 1984 i Passirano, Italien, är en italiensk fäktare som bland annat tog OS-guld i herrarnas lagtävling i florett i samband med de olympiska fäktningstävlingarna 2012 i London.